# Colobaea distincta
Colobaea distincta är en tvåvingeart som först beskrevs av Johann Wilhelm Meigen 1830.  Colobaea distincta ingår i släktet Colobaea och familjen kärrflugor. Enligt den finländska rödlistan är arten otillräckligt studerad i Finland. Arten är reproducerande i Sverige. Artens livsmiljö är strandängar vid sötvatten. Inga underarter finns listade i Catalogue of Life.